# Svadilfare

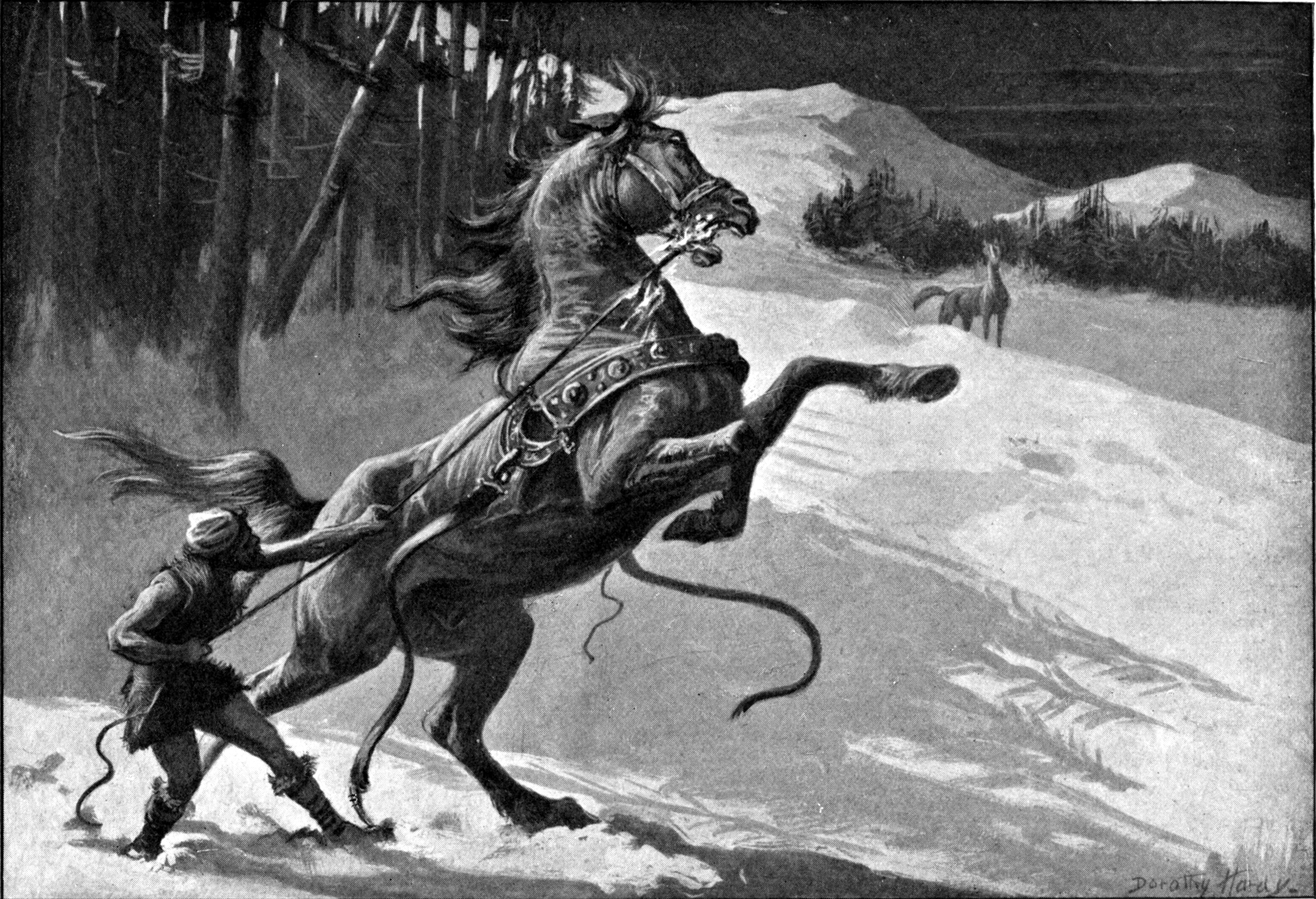
Loke och Svadilfare. Teckning från 1909.

Svadilfare eller Svadelfare (fornvästnordiska: Svaðilfœri) är i nordisk mytologi den hingst som är far till Sleipner och som har en otrolig arbetsförmåga.

## Etymologi
Namnet bygger på ”svad” (fornnordiska: svað) som här ungefär betyder svår terräng, såsom sankmark och slät, hal, greppfattig klippyta, alltså, ”han som företar färd över svad (svår terräng)”, vidare ”han som företar mödosamma färder”.

## I nordisk mytologi
Då Asgård byggdes erbjöd sig en jätte att uppföra en mur runt omkring för att skydda anläggningen mot övriga jättar, som var asarnas fiender. Som lön krävde jätten att få gudinnan Freja, solen och månen. Asarna gick med på kraven på villkor att han slutförde arbetet under en vinter. Om verket inte stod klart den första sommardagen, så blev det ingen lön. Jätten begärde då att få använda hingsten Svadilfare i arbetet. Så blev det på Lokes inrådan och Svadilfare släpade fram byggstenar varje natt. När bara tre dagar återstod av vintern var bygget nästan klart. Asarna blev nu rädda att förlora både Freja och dagsljuset. De hotade Loke med döden om han inte fann på en lösning. Loke förvandlade sig då till ett sto och lockade bort Svadilfare från bygget som då avstannade. Jätten blev rasande när han insåg att han hade blivit lurad. Men gudarna kallade då på Tor som krossade jättens skalle med sin hammare. Stoet Loke födde snart därefter den åttabenade hästen Sleipner.